# Санторині (аеропорт)
Національний аеропорт Санторині (грец. Κρατικός Αερολιμένας Σαντορίνης) (IATA: JTR, ICAO: LGSR) — аеропорт на архіпелазі Санторині/Тіра, Греція (ІАТА: JTR, ІКАО: LGSR), розташовано на північ від села Камарі. Аеропорт сумісного базування. Через відносно невеликий терен, аеропорт в змозі обслуговувати до 6 цивільних літаків одночасно. Аеропорт було відкрито у 1972.

## Авіакомпанії та напрямки, квітень 2021
| Авіакомпанія                  | Пункт призначення |
| ----------------------------- | --- |
| Aegean Airlines               | Афіни Сезонний: Ларнака, Лондон–Хітроу (з 25 травня 2021) Мадрид (з 17 червня 2021), Мілан–Мальпенса (з 28 травня 2021), Мюнхен (з 24 травня 2021), Париж–Шарль де Голль (з 25 травня 2021), Рим–Ф'юмічіно (з 28 травня 2021), Венеція (з 28 травня 2021), Цюрих (з 24 травня 2021) Салоніки                   |
| Aer Lingus                    | Сезонний: Дублін (з 1 травня 2021) |
| Air France                    | Сезонний: Париж–Шарль де Голль |
| Austrian Airlines             | Сезонний: Відень |
| Aviolet                       | Сезонний чартер: Белград |
| Blue Panorama Airlines        | Сезонний: Бергамо, Болонья, Рим-Ф'юмічіно |
| British Airways               | Сезонний: Лондон-Сіті, Лондон-Хітроу |
| Condor                        | Сезонний: Дюссельдорф, Франкфурт, Мюнхен |
| easyJet                       | Сезонний: Берлін (з 28 червня 2021), Бристоль (з 31 травня 2021), Женева, Лондон-Гатвік, Лондон-Лутон (з 30 травня 2021),, Манчестер, Мілан-Мальпенса, Венеція |
| Edelweiss Air                 | Сезонний: Цюрих |
| Eurowings                     | Сезонний: Кельн/Бонн, Дюссельдорф, Штутгарт, Відень |
| Finnair                       | Сезонний: Гельсінкі |
| Iberia Express                | Сезонний: Мадрид |
| Jet2.com                      | Сезонний: Бірмінгем (з 4 травня 2021), Бристоль (з 5 травня 2021), Единбург (з 26 травня 2022), Лідс/Бредфорд (з 6 травня 2021), Лондон–Станстед (з 4 травня 2021), Манчестер (з 1 травня 2021), Ньюкасл (з 26 липня 2021)                                                                                     |
| LOT Polish Airlines           | Сезонний: Краків, Варшава–Шопен, Вроцлав |
| Lufthansa                     | Сезонний: Франкфурт, Мюнхен |
| Lumiwings                     | Сезонний: Форлі (з 6 червня 2021) |
| Luxair                        | Сезонний: Люксембург (з 5 липня 2021) |
| Neos                          | Сезонний: Мілан–Мальпенса, Верона |
| Norwegian Air Shuttle         | Сезонний: Осло-Гардермуен, Стокгольм-Арланда |
| Novair                        | Сезонний чартер: Осло-Гардермуен |
| Olympic Air                   | Афіни Сезонно: Салоніки |
| Ryanair                       | Сезонно: Афіни, Мілан-Бергамо, Дублін (з 1 травня 2021), Краків (з 6 липня 2021), Лондон–Станстед (з 4 червня 2021), Тель-Авів (з 3 липня 2021), Відень |
| Scandinavian Airlines         | Сезонний чартер: Берген, Гетеборг, Ставангер, Стокгольм-Арланда, Тронгейм |
| Sky Express                   | Сезонний: Афіни |
| Swiss International Air Lines | Сезонно: Женева (з 19 червня 2021), Цюрих |
| Trade Air                     | Сезонний чартер: Любляна |
| Transavia                     | Сезонний: Амстердам, Ліон (з 11 квітня 2021), Нант, Париж-Орлі |
| TUI Airways                   | Сезонний: Бірмінгем, Бристоль, Східний Мідландс, Лондон-Гатвік, Манчестер |
| TUIfly Belgium                | Сезонний: Брюссель |
| Volotea                       | Сезонний: Афіни, Барі, Бордо, Генуя, Ліон (з 7 липня 2021),, Марсель, Нант, Неаполь, Палермо, Салоніки, Тулуза, Венеція, Верона |
| Vueling                       | Сезонний: Барселона, Флоренція (з 21 червня 2021),, Рим-Ф'юмічіно |
| Wizz Air                      | Сезонно: Бухарест, Будапешт, Дебрецен (з 17 червня 2021), Дортмунд, Гданськ (з 11 червня 2021), Яси (з 13 червня 2021), Краків (з 16 червня 2021), Лондон-Лутон, Мілан–Мальпенса, Софія (з 11 червня 2021), Тель-Авів (з 15 червня 2021), Відень, Вільнюс (з 12 червня 2021), Варшава–Шопен (з 15 червня 2021) |

## Статистика
Див. джерело запитів Вікіданих та джерела.